# 室友
室友狹義來說是在宿舍分配房間中，被編配與自己同一房間的人。廣義來說是指居於同一住所，共同生活但無親屬、血緣、婚姻及性關係的人，例如多名朋友合租一房子一同居住，粵語稱這種室友關係為同屋住或同房。
要編配一名匹配的室友同住，對院務處來說難度較高。據一些統計資料顯示，一名宿生的學業成績、閱讀方式、個人操行及個性會對其室友的學業產生影響。好的方面來說，在合租房中共用公共設施如廚房客廳，會增進室友情感，提供與人互動的機會，可以減輕一些日常生活的壓力。壞的方面來說，與室友(狹義)同住會較住單人房的享有較少的個人私隱，對部分人特別是懷疑主義者來說會產生不少心理壓力。而對廣義的室友而言，較不存這種問題。

## 工廠及公司提供的員工宿舍
隨著全球化趨勢，世界各地的僱主均有聘請外地員工，並為他們提供宿舍，一般按照性別和職位編配，同性別、職位相若的編配至同一房間或單位。不少是租用一般住宅單位作為宿舍。